# ميكيل سايزار
ميكيل سايزار (بالإسبانية: Mikel Saizar) (18 يناير 1983 بإيبارا في إسبانيا - ) هو لاعب كرة قدم إسباني في مركز حراسة المرمى. لعب مع ريال سوسيداد ب وريال يونيون وكولتورال ليونيسا ونادي أيك لارنكا ونادي بونتيفيدرا ونادي غوادالاخارا ونادي قرطبة.

## وصلات خارجية
- ميكيل سايزار على موقع قاعدة بيانات كرة القدم.إي يو (الإنجليزية)
- ميكيل سايزار على موقع Soccerway.com (الإنجليزية)
- ميكيل سايزار على موقع AS.com (الإسبانية)